# Simon Newcomb
Simon Newcomb (12. března 1835 Wallace, Nové Skotsko – 11. července 1909 Washington, D.C.) byl kanadsko-americký matematik a astronom. Zabýval se měřením času, který chápal jako čtvrtý rozměr. Zasáhl také do dalších oborů a psal sci-fi. Poprvé zformuloval statistický zákon dnes označovaný jako Benfordův zákon.